# Campionati mondiali di nuoto paralimpico 2013
I Campionati mondiali di nuoto paralimpico 2013 sono stati la settima edizione dei Campionati mondiali di nuoto paralimpico, una competizione internazionale di nuoto per nuotatori con disabilità. Si sono svolti a Montreal, in Canada, dal 12 al 18 agosto 2013. 

## Sede di gara
Il campionato si è svolto presso il Parc Jean Drapeau Aquatic Complex situato a est di Montreal. Il complesso comprende tre piscine all'aperto tutte rinnovate poco prima dell'organizzazione della competizione.

## Medagliere
Di seguito le prime 10 posizioni del medagliere
| Pos. | Paese         | Oro | Argento | Bronzo | Totale |
| ---- | ------------- | --- | ------- | ------ | ------ |
| 1    | Ucraina       | 33  | 22      | 29     | 84     |
| 2    | Russia        | 19  | 22      | 13     | 54     |
| 3    | Regno Unito   | 18  | 22      | 15     | 55     |
| 4    | Nuova Zelanda | 12  | 1       | 2      | 15     |
| 5    | Stati Uniti   | 1   | 13      | 9      | 33     |
| 6    | Brasile       | 11  | 9       | 6      | 26     |
| 7    | Australia     | 11  | 4       | 12     | 27     |
| 8    | Messico       | 6   | 5       | 7      | 18     |
| 9    | Paesi Bassi   | 6   | 5       | 3      | 14     |
| 10   | Bielorussia   | 6   | 2       | 2      | 10     |